# Мехединци
Окръг Мехединци (на румънски: Mehedinţi) е окръг в Румъния, разположен в историческата област Влахия с административен център град Дробета-Турну Северин (със 118 734 жители).

## География
Окръгът обхваща територия от 4933 km². През 2000 г. има 325 857 жители при гъстота на населението 66 д./km².

## Градове
- Дробета-Турну Северин (унг. Drobeta)
- Оршова (унг. Orsova)
- Стрехая
- Вънжу Маре
- Бая де Арама